# St. Leger British Cemetery
St. Leger British Cemetery is een begraafplaats gelegen in de Franse plaats Saint-Léger (Pas-de-Calais) (Pas-de-Calais). De militaire graven worden onderhouden door de Commonwealth War Graves Commission.
De begraafplaats telt 181 geïdentificeerde Gemenebest graven uit de Eerste Wereldoorlog.